# Tjörnes (Gemeinde)

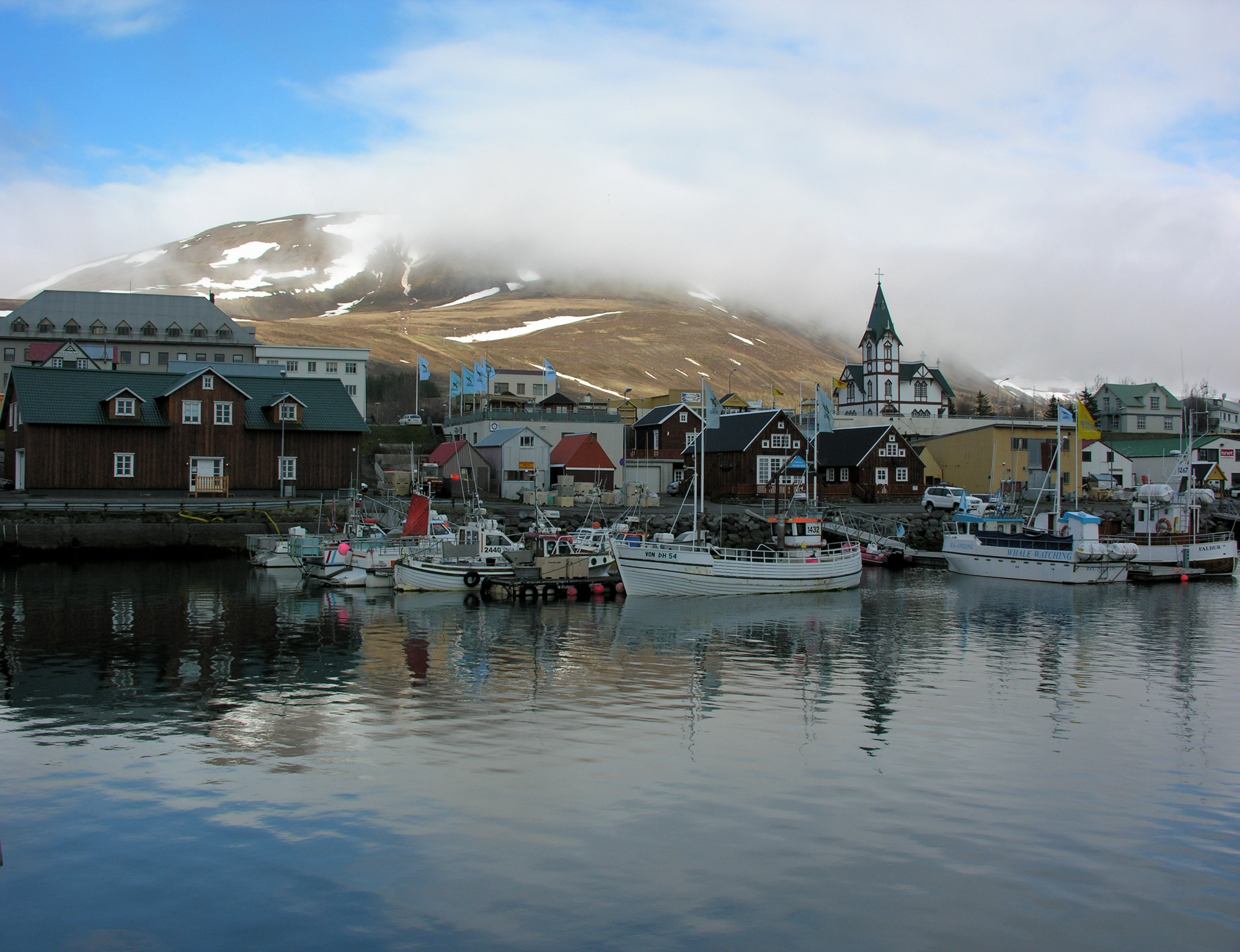
Húsavík

Tjörnes ist eine Gemeinde im Norden Islands. Sie liegt in der Region Norðurland eystra.
Am 1. Januar 2023 hatte die Gemeinde 60 Einwohner.

## Geografie
Die Gemeinde nimmt den Großteil der Halbinsel Tjörnes zwischen dem Öxarfjörður im Osten und der Skjálfandi-Bucht im Westen ein.
Die Gemeinde wird nach Süden vom Gemeindegebiet von Norðurþing und nach Norden vom Atlantik umschlossen.
Die nächstgrößere Siedlung ist Húsavík.

## Geschichte
Einer Eingemeindung nach Húsavík wurde in einem Referendum am 8. Oktober 2005 eine Absage erteilt.

## Einwohnerentwicklung
Wie die meisten Gebiete Islands, außer dem Südwesten rund um die Hauptstadt Reykjavík, ist Tjörnes von Landflucht betroffen. Von 1997 bis 2006 betrug der Bevölkerungsrückgang 24 %.
| Jahr             | Einwohner |
| ---------------- | --------- |
| 1. Dezember 1997 | 79        |
| 1. Dezember 2003 | 66        |
| 1. Dezember 2004 | 64        |
| 1. Dezember 2005 | 63        |
| 1. Dezember 2006 | 60        |

## Verkehr
Der Norðausturvegur, die Straße 85, umrundet die Halbinsel in Küstennähe.